# Rivalité entre le Brésil et l'Uruguay en football

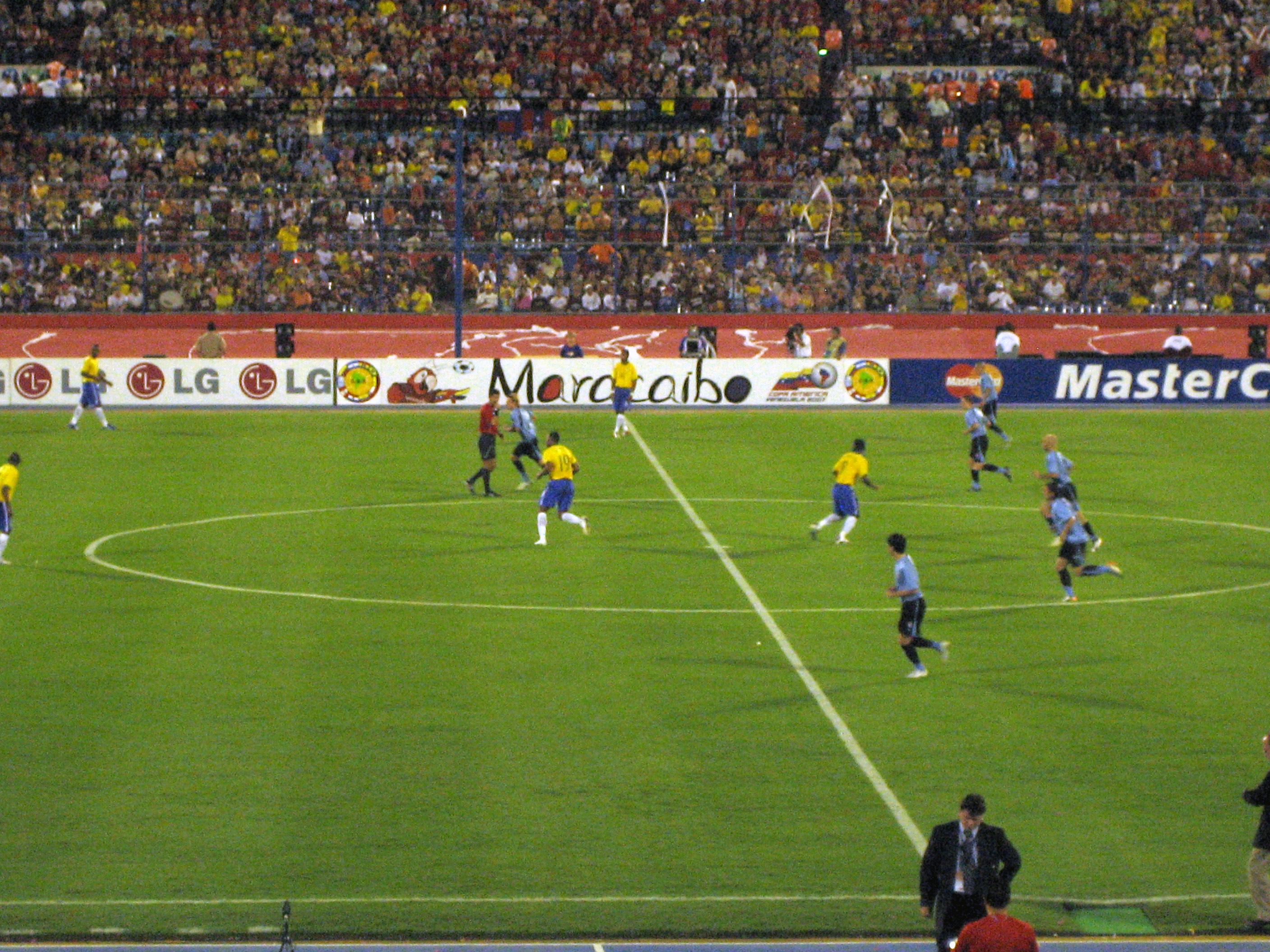
Les deux équipes lors de la demi-finale de la Copa América 2007.

Cet article présente les confrontations entre le Brésil et l'Uruguay. Ces deux nations font partie des « géants du football » avec sept Coupes du monde à eux deux (cinq pour le Brésil et deux pour l'Uruguay). 
L'épisode le plus célèbre de leur confrontation est connu comme le « Maracanaço », lorsque le Brésil fut vaincu à domicile par l'Uruguay lors de la dernière journée de la Coupe du monde de football 1950. 

## Résultats
Confrontations entre le Brésil et l'Uruguay en matchs officiels.
|    | Date              | Lieu           | Match            | Score          | Compétition                                                                |
| -- | ----------------- | -------------- | ---------------- | -------------- | -------------------------------------------------------------------------- |
| 1  | 12 juillet 1916   | Buenos Aires   | Brésil - Uruguay | 1-2            | Championnat sud-américain de football de 1916                              |
| 2  | 18 juillet 1916   | Montevideo     | Uruguay - Brésil | 0-1            | Amical                                                                     |
| 3  | 7 octobre 1917    | Montevideo     | Uruguay - Brésil | 4-0            | Championnat sud-américain de football de 1917                              |
| 4  | 16 octobre 1917   | Montevideo     | Uruguay - Brésil | 3-1            | Amical                                                                     |
| 5  | 25 mai 1919       | Rio de Janeiro | Brésil - Uruguay | 2-2            | Championnat sud-américain de football de 1919                              |
| 6  | 29 mai 1919       | Rio de Janeiro | Brésil - Uruguay | 1-0 a.p        | Championnat sud-américain de football de 1919 (finale)                     |
| 7  | 18 septembre 1920 | Valparaíso     | Uruguay - Brésil | 6-0            | Championnat sud-américain de football de 1920                              |
| 8  | 23 octobre 1921   | Buenos Aires   | Uruguay - Brésil | 2-1            | Championnat sud-américain de football de 1921                              |
| 9  | 1er octobre 1922  | Rio de Janeiro | Brésil - Uruguay | 0-0            | Championnat sud-américain de football de 1922                              |
| 10 | 25 novembre 1923  | Montevideo     | Uruguay - Brésil | 2-1            | Championnat sud-américain de football de 1923                              |
| 11 | 6 septembre 1931  | Rio de Janeiro | Brésil - Uruguay | 2-0            | Copa Rio Branco                                                            |
| 12 | 4 décembre 1932   | Montevideo     | Uruguay - Brésil | 1-2            | Copa Rio Branco                                                            |
| 13 | 19 janvier 1937   | Buenos Aires   | Brésil - Uruguay | 3-2            | Championnat sud-américain de football de 1937                              |
| 14 | 24 mars 1940      | Rio de Janeiro | Brésil - Uruguay | 3-4            | Copa Rio Branco                                                            |
| 15 | 31 mars 1940      | Rio de Janeiro | Brésil - Uruguay | 1-1            | Copa Rio Branco                                                            |
| 16 | 24 janvier 1942   | Montevideo     | Uruguay - Brésil | 1-0            | Championnat sud-américain de football de 1942                              |
| 17 | 14 mai 1944       | Rio de Janeiro | Brésil - Uruguay | 6-1            | Amical                                                                     |
| 18 | 17 mai 1944       | São Paulo      | Brésil - Uruguay | 4-0            | Amical                                                                     |
| 19 | 7 février 1945    | Santiago       | Brésil - Uruguay | 3-0            | Championnat sud-américain de football de 1945                              |
| 20 | 5 janvier 1946    | Montevideo     | Uruguay - Brésil | 4-3            | Copa Rio Branco                                                            |
| 21 | 9 janvier 1946    | Montevideo     | Uruguay - Brésil | 1-1            | Copa Rio Branco                                                            |
| 22 | 23 janvier 1946   | Buenos Aires   | Brésil - Uruguay | 4-3            | Championnat sud-américain de football de 1946                              |
| 23 | 29 mars 1947      | São Paulo      | Brésil - Uruguay | 0-0            | Copa Rio Branco                                                            |
| 24 | 1er avril 1947    | Rio de Janeiro | Brésil - Uruguay | 3-2            | Copa Rio Branco                                                            |
| 25 | 4 avril 1947      | Montevideo     | Uruguay - Brésil | 1-1            | Copa Rio Branco                                                            |
| 26 | 11 avril 1948     | Montevideo     | Uruguay - Brésil | 4-2            | Copa Rio Branco                                                            |
| 27 | 30 avril 1949     | Rio de Janeiro | Brésil - Uruguay | 5-1            | Championnat sud-américain de football de 1949                              |
| 28 | 6 mai 1950        | São Paulo      | Brésil - Uruguay | 3-4            | Copa Rio Branco                                                            |
| 29 | 14 mai 1950       | Rio de Janeiro | Brésil - Uruguay | 3-2            | Copa Rio Branco                                                            |
| 30 | 18 mai 1950       | Rio de Janeiro | Brésil - Uruguay | 1-0            | Copa Rio Branco                                                            |
| 31 | 13 juillet 1950   | Rio de Janeiro | Brésil - Uruguay | 1-2            | Coupe du monde 1950 (p. finale)                                            |
| 32 | 16 avril 1952     | Santiago       | Brésil - Uruguay | 4-2            | Championnat Panaméricain de football 1952                                  |
| 33 | 15 mars 1953      | Lima           | Brésil - Uruguay | 1-0            | Championnat sud-américain de football de 1953                              |
| 34 | 10 février 1956   | Montevideo     | Uruguay - Brésil | 0-0            | Championnat sud-américain de football de 1956                              |
| 35 | 24 juin 1956      | Rio de Janeiro | Brésil - Uruguay | 2-0            | Copa del Atlántico                                                         |
| 36 | 28 mars 1957      | Lima           | Uruguay - Brésil | 3-2            | Championnat sud-américain de football de 1957                              |
| 37 | 26 mars 1959      | Buenos Aires   | Brésil - Uruguay | 3-1            | Championnat sud-américain de football de 1959 (Argentine)                  |
| 38 | 12 décembre 1959  | Guayaquil      | Uruguay - Brésil | 3-0            | Championnat sud-américain de football de 1959 (Équateur)                   |
| 39 | 9 juillet 1960    | Montevideo     | Uruguay - Brésil | 1-0            | Copa del Atlántico                                                         |
| 40 | 7 septembre 1965  | Belo Horizonte | Brésil - Uruguay | 3-0            | Amical                                                                     |
| 41 | 25 juin 1967      | Montevideo     | Uruguay - Brésil | 0-0            | Copa Rio Branco                                                            |
| 42 | 28 juin 1967      | Montevideo     | Uruguay - Brésil | 2-2            | Copa Rio Branco                                                            |
| 43 | 1er juillet 1967  | Montevideo     | Uruguay - Brésil | 1-1            | Copa Rio Branco                                                            |
| 44 | 9 juin 1968       | São Paulo      | Brésil - Uruguay | 2-0            | Copa Rio Branco                                                            |
| 45 | 12 juin 1968      | Rio de Janeiro | Brésil - Uruguay | 4-0            | Copa Rio Branco                                                            |
| 46 | 17 juin 1970      | Guadalajara    | Brésil - Uruguay | 3-1            | Coupe du monde de 1970 (demi-finale)                                       |
| 47 | 25 février 1976   | Montevideo     | Uruguay - Brésil | 1-2            | Copa Rio Branco & Copa del Atlántico                                       |
| 48 | 28 avril 1976     | Rio de Janeiro | Brésil - Uruguay | 2-1            | Copa Rio Branco & Copa del Atlántico                                       |
| 49 | 31 mai 1979       | Rio de Janeiro | Brésil - Uruguay | 5-1            | Amical                                                                     |
| 50 | 27 août 1980      | Fortaleza      | Brésil - Uruguay | 1-0            | Amical                                                                     |
| 51 | 10 janvier 1981   | Montevideo     | Uruguay - Brésil | 2-1            | Mundialito (finale)                                                        |
| 52 | 27 octobre 1983   | Montevideo     | Uruguay - Brésil | 2-0            | Copa América 1983 (finale aller)                                           |
| 53 | 4 novembre 1983   | Salvador       | Brésil - Uruguay | 1-1            | Copa América 1983 (finale retour)                                          |
| 54 | 21 juin 1984      | Curitiba       | Brésil - Uruguay | 1-0            | Amical                                                                     |
| 55 | 2 mai 1985        | Recife         | Brésil - Uruguay | 2-0            | Amical                                                                     |
| 56 | 16 juillet 1989   | Rio de Janeiro | Brésil - Uruguay | 1-0            | Copa América 1989 (tour final)                                             |
| 57 | 11 juillet 1991   | Viña del Mar   | Brésil - Uruguay | 1-1            | Copa América 1991 (gr. B)                                                  |
| 58 | 30 avril 1992     | Montevideo     | Uruguay - Brésil | 1-0            | Amical                                                                     |
| 59 | 25 novembre 1992  | Campina Grande | Brésil - Uruguay | 1-2            | Amical                                                                     |
| 60 | 15 août 1993      | Montevideo     | Uruguay - Brésil | 1-1            | Qualification pour la Coupe du monde 1994 (zone AmSud - gr. B)             |
| 61 | 19 septembre 1993 | Rio de Janeiro | Brésil - Uruguay | 2-0            | Qualification pour la Coupe du monde 1994 (zone AmSud - gr. B)             |
| 62 | 23 juillet 1995   | Montevideo     | Uruguay - Brésil | 1-1ap (5-3tab) | Copa América 1995 (finale)                                                 |
| 63 | 11 octobre 1995   | Salvador       | Brésil - Uruguay | 2-0            | Amical                                                                     |
| 64 | 18 juillet 1999   | Asuncion       | Brésil - Uruguay | 3-0            | Copa América 1999 (finale)                                                 |
| 65 | 28 juin 2000      | Rio de Janeiro | Brésil - Uruguay | 1-1            | Qualification pour la Coupe du monde 2002 : zone Amérique du Sud           |
| 66 | 1er juillet 2001  | Montevideo     | Uruguay - Brésil | 1-0            | Qualification pour la Coupe du monde 2002 : zone Amérique du Sud           |
| 67 | 19 novembre 2003  | Curitiba       | Brésil - Uruguay | 3-3            | Qualification pour la Coupe du monde 2006 : zone Amérique du Sud           |
| 68 | 21 juillet 2004   | Lima           | Uruguay - Brésil | 1-1ap (3-5tab) | Copa América 2004 (demi-finale)                                            |
| 69 | 30 mars 2005      | Montevideo     | Uruguay - Brésil | 1-1            | Qualification pour la Coupe du monde 2006 : zone Amérique du Sud           |
| 70 | 10 juillet 2007   | Maracaibo      | Uruguay - Brésil | 2-2ap (4-5tab) | Copa América 2007 (demi-finale)                                            |
| 71 | 21 novembre 2007  | São Paulo      | Brésil - Uruguay | 2-1            | Éliminatoires de la Coupe du monde de football 2010 : zone Amérique du Sud |
| 72 | 6 juin 2009       | Montevideo     | Uruguay - Brésil | 0-4            | Éliminatoires de la Coupe du monde de football 2010 : zone Amérique du Sud |
| 73 | 26 juin 2013      | Belo Horizonte | Brésil - Uruguay | 2-1            | Coupe des confédérations 2013 (demi-finale)                                |
| 74 | 26 mars 2016      | Recife         | Brésil - Uruguay | 2-2            | Éliminatoires de la Coupe du monde de football 2018 : zone Amérique du Sud |
| 75 | 24 mars 2017      | Montevideo     | Uruguay - Brésil | 1-4            | Éliminatoires de la Coupe du monde de football 2018 : zone Amérique du Sud |
| 76 | 16 novembre 2018  | Londres        | Brésil - Uruguay | 1-0            | Amical                                                                     |
| 77 | 17 novembre 2020  | Montevideo     | Uruguay - Brésil | 0-2            | Éliminatoires de la Coupe du monde de football 2022 : zone Amérique du Sud |
| 78 | 14 octobre 2021   | Manaus         | Brésil - Uruguay | 4-0            | Éliminatoires de la Coupe du monde de football 2022 : zone Amérique du Sud |
| 79 | 17 octobre 2023   | Montevideo     | Uruguay - Brésil | 2-0            | Éliminatoires de la Coupe du monde de football 2026 : zone Amérique du Sud |
| 80 | 7 Juillet 2024    | Nevada         | Uruguay - Brésil | 0-0(4-3)       | 2024 Copa América (1/4De Finale)                                           |
| 81 | 19 Novembre 2024  | Brasilia       | Brésil - Uruguay | 1-1            | Éliminatoires de la Coupe du monde de football 2026 : zone Amérique du Sud |

## Bilan
- Total de matches disputés : 81
- Victoires de l'équipe du Brésil : 39
- Victoires de l'équipe d'Uruguay : 22
- Matchs nuls : 22
- Nombre de buts marqués par le Brésil : 143
- Nombre de buts marqués par l'Uruguay : 101

## Résultats détaillés

### «Finale» de la Coupe du monde 1950
| 16 juillet 1950 15h00     | Uruguay                      | 2 – 1   | Brésil     | Maracana, Rio de Janeiro                                               |                                                                        |
| Historique des rencontres | Schiaffino 66e · Ghiggia 79e | (0 - 0) | Friaça 47e | Spectateurs : 174 000 · Arbitrage : Georges Reader · Photos du match · | Spectateurs : 174 000 · Arbitrage : Georges Reader · Photos du match · |
| Historique des rencontres | (rapport)                    |         |            | Spectateurs : 174 000 · Arbitrage : Georges Reader · Photos du match · | Spectateurs : 174 000 · Arbitrage : Georges Reader · Photos du match · |

|  | Titulaires : Roque Máspoli Matías González Eusebio Tejera Schubert Gambetta Obdulio Varela Víctor Rodríguez Andrade Alcides Ghiggia Julio Pérez Oscar Míguez Juan Alberto Schiaffino Rubén Morán Entraîneur : Juan López Fontana | Finale de la Coupe du monde 1950 |  | Titulaires : Moaçir Augusto Juvenal Amarijo Bauer Danilo Bigode Friaça Zizinho Ademir Jair Chico Entraîneur : Flávio Costa |

### Coupe du monde 1970
| Demi-finale                                      | Brésil                                       | 3 - 1 | Uruguay     | Estadio Jalisco, Guadalajara                       |                                                    |
| 17 juin 1970 · 16:00 · Historique des rencontres | Clodoaldo 44e · Jairzinho 76e · Rivelino 89e |       | Cubilla 19e | Spectateurs : 51 261 Arbitrage : Ortíz De Mendibil | Spectateurs : 51 261 Arbitrage : Ortíz De Mendibil |
| 17 juin 1970 · 16:00 · Historique des rencontres | (Rapport)                                    |       |             | Spectateurs : 51 261 Arbitrage : Ortíz De Mendibil | Spectateurs : 51 261 Arbitrage : Ortíz De Mendibil |

### Mundialito 1981
| 10 janvier 1981           | Uruguay                     | 2 – 1 | Brésil       | Stade Centenario, Montevideo                    |                                                 |
| Historique des rencontres | Barrios 50e · Victorino 80e |       | Sócrates 62e | Spectateurs : 71 250 Arbitrage : Erich Linemayr | Spectateurs : 71 250 Arbitrage : Erich Linemayr |

### Copa América 1999
| Équipes | Brésil - Uruguay |
| Score   | 3 - 0 (2 - 0) |
| Date    | 18 juillet 1999 |
| Stade   | Stade Defensores del Chaco, Asuncion 30 000 spectateurs |
| Arbitre | Oscar Julián Ruiz (Colombie) |
| Buts    | Rivaldo 20e et 27e, Ronaldo 46e |
| Brésil  | Dida - Cafú, João Carlos, Antônio Carlos, Roberto Carlos - Flávio Conceição, Emerson, Rivaldo, Zé Roberto - Amoroso, Ronaldo Entraineur : Vanderlei Luxemburgo |
| Uruguay | Héctor Carini - Martín Del Campo, Fernando Picún, Daniel Lembo, Raúl Bergara (74e Gianni Guigou) - Walter Coelho (56e Jorge Alvez), Andres Fleurquin, Líber Vespa (45e Antonio Pacheco), Christian Callejas - Federico Magallanes, Marcelo Zalayeta Entraineur : Víctor Púa |

### Copa América 2004
| 21 juillet 2004 | Uruguay                         | 1 – 1 a. p.     | Brésil                                     | Estadio Nacional, Lima               |                                      |
| 19:45           | Sosa 22e                        |                 | Adriano 46e                                | Arbitrage : Marco Rodríguez (Mexico) | Arbitrage : Marco Rodríguez (Mexico) |
| 19:45           | Silva · Viera · Pouso · Sánchez | Tirs au but 3–5 | Luisão · Fabiano · Adriano · Renato · Alex | Arbitrage : Marco Rodríguez (Mexico) | Arbitrage : Marco Rodríguez (Mexico) |

### Copa América 2007
| 10 juillet 2007 20:45 Match A | Uruguay                                                                                           | 2 - 2 a. p. (4 - 5 tab) | Brésil | Estadio José Pachencho Romero, Maracaibo |  |
|                               | Forlán 45+4e · Abreu 70e · ––– · Forlán · Scotti · González · Rodríguez · Abreu · García · Lugano |                         | Maicon 13e · Julio Baptista 45+9e · ––– · Robinho · Juan · Gilberto Silva · Afonso · Diego · Fernando · Gilberto |                                          |  |